# Lilla Kina

Lilla Kina är en byggnad i utkanten av Drottningholms slottsområde, Lovön, Ekerö kommun. Lilla Kina, som uppfördes 1753 ligger på Cantongatan 11 och är i dag privatbostad. 
Huset byggdes 1753 samtidigt med det första Kina slott som bostad för bössespännaren (jägaren) Maisch. Förutom huvudbyggnaden fanns hundgård, mangelbod och burar för rapphöns samt ett antal bodar. 

## Historik

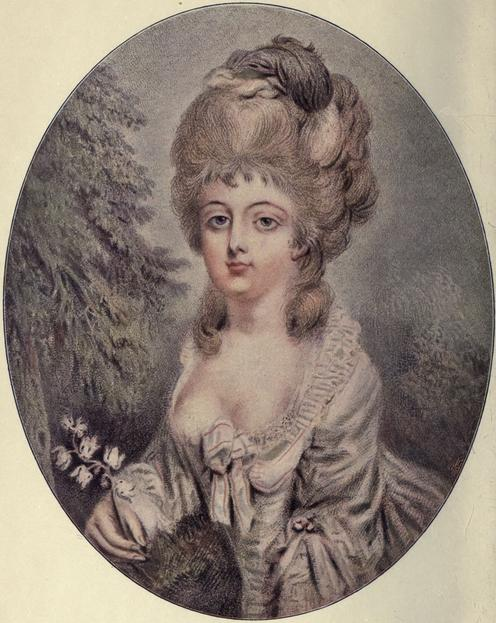
Sophie Hagman.

Från 1700-talets slut kallades området för Cina boställe, som då utarrenderades på livstid åt Anna Sophia Hagman, hertig Fredrik Adolfs officiella mätress. Huset ligger i slutet av tre av Kina slotts kastanjealléer. Det har en grundplan i U-form med två framskjutande flyglar mot gatan. Mittpartiet accentueras av fyra kolonner som bär en altan. Fasaderna är konstruerade i korsvirke, täckta med slät, gulmålat träpanel. Taket är täckt med svartmålad, falsad bandplåt.
Byggnaden har genomgått många renoveringar, bland annat genomfördes 1937 en större ombyggnad då planlösningen förändrades och eldstäder flyttades. Lilla Kina ingår sedan 1991 tillsammans med Drottningholm i Unescos världsarv. Byggnaderna är byggnadsminnen som ägs och förvaltas av Statens fastighetsverk.